# Relaciones Costa Rica-Portugal
Las relaciones Costa Rica-Portugal se refieren a las relaciones internacionales que existen entre Costa Rica y Portugal.
El primer agente diplomático nombrado por Costa Rica en Portugal fue en 1941. La concurrencia en Lisboa la tiene actualmente el embajador acreditado ante la reina de Inglaterra.

## Relaciones diplomáticas
- Portugal tiene una embajada en Bogotá, concurrente para Costa Rica.[2]